# Viktorija Pavlovič
Viktorija Pavlovič (bjeloruski: Вікторыя Паўловіч) je bjeloruska stolnotenisačica. Trenutno igra za DESP (Vladivostok). Igra desnom rukom. Rođena je 8. svibnja 1978. godine u glavnom gradu Bjelorusije, Minsku, gdje i sada živi. Njezina sestra blizanka Veronika Pavlovič je također stolnotenisačica koja je nastupala na OI (2000. – 2008.). Na Olimpijskim igrama 2008. je stigla do trećeg kruga natjecanja u pojedinačnoj konkurenciji. 2004. se također natjecala na Olimpijadi. Sudjelovala je u parovima i pojedinačnoj konkurenciji. Trenutno je 16. na svjetskoj ljestvici, a najbolji joj je plasman bilo 11. mjesto u svibnju i lipnju 2005. godine.

## Životopis i karijera
Viktorijina je majka upisala nju i njenu sestru u stolni tenis, jer nije htjela da završe na ulici. Viktorija je napredovala i ubrzo je postala članom reprezentacije. 1995. je godine debitirala na svjetskom prvenstvu. Ipak, debi nije bio previše uspješan i vrlo je brzo ispala iz natjecanja. 
Pavlovič je debitirala na Olimpijskim igrama 2000. u Sydneyu. U pojedinačnoj su konkurenciji svi bjeloruski stolnotenisači ispali iz grupne faze. U parovima je Viktorija s Tatjanom Kostromitinom prošla skupinu, no ispale su već u prvom krugu od Korejanki. 
2002. je godine Pavlovič osvojila prve međunarodne medalje - srebro i broncu na svom prvom europskom prvenstvu.
2004. godine na OI-u u Ateni Pavlovič je ispala u osmini završnice turnira. U parovima je s Kostromitinom ispala u prvom krugu od Talijanki.
2006. je godine na svjetskom prvenstvu u Bremenu Pavlovič osvojila prvu i jedinu medalju na svjetskim prvenstvima - broncu s momčadi Bjelorusije, pobijedivši Kinu u dvoboju za treće mjesto.
2008. je na Olimpijskim igrama u Pekingu nastupala samo u pojedinačnoj konkurenciji. Ispala je u šesnaestini završnice od tada aktualne olimpijske pobjednice Kineskinje Zhang Yining rezultatom 4:0.

## Osobni život
Viktorija se udala za Rusa Aleksandra Afonina. Osim sestre blizanke, ima i starijeg brata Andreja Pavloviča - bjeloruskog biznismena. Hobi su joj slikanje i čitanje. Govori bjeloruski, ruski, njemački i engleski.